# St. Louis Blues
St. Louis Blues – amerykański klub hokejowy z siedzibą w St. Louis (Missouri), występujący w lidze NHL.

## Historia
Klub został założony i włączony do NHL w 1967 roku. Jej nazwa pochodzi od melodii W.C.Handy’ego. Zespół wielokrotnie był w swojej historii na krawędzi bankructwa.
Zespół posiada afiliacje w postaci klubów farmerskich w niższych ligach. Tę funkcję pełnią Peoria Rivermen w lidze AHL i Evansville IceMen w rozgrywkach ECHL.
12 czerwca 2019, Blues, po raz pierwszy w historii klubu, zdobyli Puchar Stanleya, pokonując Boston Bruins 4-1 w siódmym meczu finałów.

## Osiągnięcia
- Puchar Stanleya: 2019
- Mistrzostwo dywizji: 1969, 1970, 1977, 1981, 1985, 1987, 2000, 2012, 2015
- Mistrzostwo konferencji (play-off): 2019
- Clarence S. Campbell Bowl: 1969, 1970
- Presidents’ Trophy: 2000

## Zawodnicy
Zastrzeżone numery
- 2 –  Al MacInnis
- 3 –  Bob Gassoff
- 8 –  Barclay Plager
- 11 –  Brian Sutter
- 35 –  Brett Hull
- 24 –  Bernie Federko
- 99 –  Wayne Gretzky